# Federação de Basketball do Amazonas
A Federação de Basketball do Amazonas (FEBAM) é uma entidade do basquetebol no Amazonas. É fialiada a Confederação Brasileira de Basketball.
Em 2008, a entidade criou seu próprio Tribunal de Justiça Desportiva (TJD).